# روث شاترتون
روث شاترتون (بالإنجليزية: Ruth Chatterton) (و. 1892 – 1961 م) هي ممثلة مسرحية، وممثلة أفلام، وممثلة تلفزيونية، وروائية، وكاتِبة أمريكية، ولدت في نيويورك، توفيت في نوروولك، عن عمر يناهز 69 عاماً، بسبب سكتة.

## وصلات خارجية
- روث شاترتون على موقع IMDb (الإنجليزية)
- روث شاترتون على موقع الموسوعة البريطانية (الإنجليزية)
- روث شاترتون على موقع روتن توميتوز (الإنجليزية)
- روث شاترتون على موقع ألو سيني (الفرنسية)
- روث شاترتون على موقع تيرنر كلاسيك موفيز (الإنجليزية)
- روث شاترتون على موقع أول موفي (الإنجليزية)
- روث شاترتون على موقع قاعدة بيانات برودواي على الإنترنت (الإنجليزية)
- روث شاترتون على موقع قاعدة بيانات الأفلام السويدية (السويدية)
- روث شاترتون على موقع إن إن دي بي (الإنجليزية)
- روث شاترتون على موقع قاعدة بيانات الفيلم (الإنجليزية)